# Jean-Louis Neichel
Jean-Louis Neichel (1948) és un cuiner francès, d'Estrasburg. Estudià a les escoles d'hoteleria de Colmar i Ribeauvillé, on fou deixeble d'Alain Chapel. Després de treballar a Mionnay i Düsseldorf, se va establir a Roses. El 1975 va ser cap de cuina i director del restaurant El Bulli, aleshores propietat de Hans Schilling, per al qual va aconseguir l'estrella Michelin el 1976. Va introduir a Espanya el carret de postres i els menús degustació.
Des de 1980 ha dirigit el restaurant 'Neichel' al barri barceloní de Pedralbes, únic restaurant a Espanya de la cadena de restaurants Relais Chateaux-Relais Gourmand, per al qual aconseguí dues estrelles Michelin, fins que s'ha retirat en 2015. Té qualificacions altes a les millors guies gastronòmiques espanyoles.